# جون باترفيلد
جون باترفيلد (بالإنجليزية: John Warren Butterfield)‏ هو مستثمر أمريكي، ولد في 1801 في Berne, New York ‏ في الولايات المتحدة، وتوفي في 1869.